# Schulthessiella minuta
Schulthessiella minuta is een rechtvleugelig insect uit de familie Thericleidae. De wetenschappelijke naam van deze soort is voor het eerst geldig gepubliceerd in 1909 door Schulthess Schindler.